# Axel Clerget
Axel Clerget (Saint-Dizier, 28 februari 1987) is een Frans judoka. Clerget won tijdens de Olympische Zomerspelen 2020 de gouden medaille met het gemengde team. Individueel won hij twee bronzen medailles op de wereldkampioenschappen. Hij is lid van het Franse judoteam. Naast judoka is hij ook fysiotherapeut in het Functioneel Revalidatiecentrum.
Hij won enkele prijzen, zoals de World Team Champion in 2011 in Parijs en twee bronzen medailles op de individuele wereldkampioenschappen in 2018 en 2019. Met het Sucy team werd hij in 2015 en 2018 Frans teamkampioen. In 2020 won hij nog de Olympische Zomerspelen.

## Biografie

### Familie
Zijn vader Francis Clerget, ooit lid van het National Institute of Sport, Expertise and Performance, werd twee keer geselecteerd voor het Franse team en is nu judo4-leraar bij de club Marnaval Saint-Dizier, een van de elitescholen.
Zijn moeder Agnès en zijn zus Chloé zijn ook doorgewinterde judoka's. De laatste verwierf de titel van vicekampioen van Frankrijk junior.
Ten slotte is Arthur, zijn jongere broer, kampioen van de Franse Universiteit 5 en Senior 6 in 2015.

### Begin van carrière
Axel groeide op in Saint-Dizier en Haute Marne. Aangemoedigd door zijn ouders die hem kennis lieten maken met verschillende sportdisciplines, blonk hij in zijn jeugd uit in zowel hardlopen als in judo. Zijn morfologie dwingt hem om voor judo te kiezen.
Hij concentreert zich dus op judo en blijft concurreren in zijn club, de Judo Club Marnaval Saint-Dizier, waar hij al meer dan 22 jaar lid is. Op 27-jarige leeftijd erfde hij de club.
Op 16-jarige leeftijd behaalde hij geen enkele prijs op de Franse kampioenschappenstaat, maar hij stond wel eerste op de nationale ranglijst. 

### Carrière in het Franse nationale team
Axel Clerget integreerde op 19-jarige leeftijd het INSEP (Nationaal Instituut voor Sport).
Toen hij zich bij het Franse Junior-team voegde, behaalde hij zijn eerste Franse en internationale titels. In 2005 werd hij vicekampioen van Frankrijk en eindigde hij als tweede op het Franse toernooi dat plaatsvond in Lyon.
In 2006 behaalde hij een mooie hattrick op Frans grondgebied door kampioen van Frankrijk UNSS, kampioen van Frankrijk Federal en winnaar van het International Junior Tournament van Lyon te worden. Hij was ook derde op de Junior Wereldkampioenschappen in Santo Domingo. Hij maakte toen deel uit van de "gouden" generatie van het Franse judo met Teddy Riner, Ugo Legrand, Cyrille Maret, Hervé Fichot en Mickael Remilien.
Hij trad toe tot het senior Franse team voor de Europese kampioenschappen in de categorie -81 kg. Vervolgens werd hij vice-Europees teamkampioen in 2007 en werd hij derde op de Franse kampioenschappen in 2008.
In 2009 eindigde hij als derde in het Paris Tournament en als vijfde op het Europees kampioenschap in Tbilisi. In deze twee wedstrijden werd hij halvefinalist.
In 2010 nam hij deel aan de Master (Suwom, Zuid-Korea), een wedstrijd waaraan de 16 beste ter wereld deelnamen, waar hij de Finale bereikte. Dit is een zeer goede prestatie, want hij is de enige Fransman, samen met Teddy Riner, die finalist is geweest in deze competitie.
Axel Clerget won in 2011 in Liverpool de wereldbeker en werd wereldkampioen in Parijs met het Franse team.
In 2012 werd hij vijfde in het Parijs Toernooi. Gekwalificeerd voor de Olympische Spelen van Londen in -81 kg, zal hij niet worden geselecteerd in het Franse team dat naar Londen zal vertrekken. Hij maakte vervolgens de keuze om omhoog te gaan in de categorie van -90 kg en werd derde op de Franse kampioenschappen in deze categorie.
In 2013 werd Clerget geselecteerd voor de Europese en wereldkampioenschappen voor teams. Hij staat ook derde op de Mediterrane Spelen. Een groot deel van 2014 geblesseerd, weet Axel Clerget nog steeds de World Cup in Casablanca te winnen en wordt hij ook vicekampioen van Frankrijk.
2015 is een belangrijk en succesvol jaar voor de sporter. Hij won twee Europacups (Sarajevo en Orenburg), een wereldbeker (Minsk) en eindigde als tweede in de Jeju Grand Prix. Hij werd ook Frans kampioen met zijn Sucy judo-team. Het is voor het eerst in acht jaar dat de Judoclub Levallois in deze fase van de competitie werd verslagen.
Hij is een zilveren medaillewinnaar in de categorie onder 90 kg op de Europese judokampioenschappen 2017 in Warschau.
Op de Wereldkampioenschappen judo 2018 won hij de zilveren medaille voor gemengd team.
Hij eindigde als derde op de wereldkampioenschappen 2018 en 2019.
Op de Olympische Zomerspelen van 2020 won hij de gouden medaille voor gemengd team.

### Privéleven
Naast zijn sportcarrière hecht Axel Clerget veel belang aan zijn professionele project. Tussen 2007 en 2014 behaalde hij aan de school van Saint-Maurice zijn staatsdiploma van masseur-fysiotherapeut. Daarna volgde hij de opleiding tot sportfysiotherapeut bij INSEP en binnen de opleiding Kinesport. Hij startte in oktober 2015 ook een opleiding van BP JEPES Judo optie om judoleraar te worden.

## Resultaten

### Medailles
| Jaar | Competitie                                 | Plaats              | Resultaat | Categorie      |
| ---- | ------------------------------------------ | ------------------- | --------- | -------------- |
| 2021 | Olympische Spelen                          | Tokyo               | 1ste      | Gemengde teams |
| 2020 | Grandslamtoernooi                          | Parijs              | 3e        | -90 kg         |
| 2019 | Europese Club Cup                          | Odivelas            | 2e        | Per team       |
| 2019 | Wereldkampioenschappen                     | Tokyo               | 3e        | Gemengde teams |
| 2019 | Wereldkampioenschappen                     | Tokyo               | 3e        | -90 kg         |
| 2019 | Europese spellen                           | Minsk               | 3e        | Gemengde teams |
| 2019 | GP Tel-Aviv                                | Tel-Aviv            | 1ste      | -90 kg         |
| 2018 | Championnats du monde                      | Bakou               | 2e        | Gemengde teams |
| 2018 | Championnats du monde                      | Bakou               | 3e        | -90 kg         |
| 2018 | Grandslamtoernooi                          | Parijs              | 3e        | -90 kg         |
| 2018 | Franse Kampioenschappen                    | Bourges             | 1ste      | Per team       |
| 2017 | Wereldkampioenschappen                     | Boedapest           | 3e        | Gemengde teams |
| 2017 | Europese Kampioenschappen                  | Warschau            | 2e        | -90 kg         |
| 2017 | Grandslamtoernooi                          | Parijs              | 2e        | -90 kg         |
| 2017 | Open Toernooi                              | Lisabonn            | 1ste      | -90 kg         |
| 2016 | Grandslamtoernooi                          | Tokyo               | 2e        | -90 kg         |
| 2016 | Grandslamtoernooi                          | Abu Dhabi           | 2e        | -90 kg         |
| 2016 | Masters                                    | Guadalajara         | 5e        | -90 kg         |
| 2016 | Jeju-toernooi                              | Almaty              | 1ste      | -90 kg         |
| 2016 | Grandslamtoernooi                          | Bakou               | 3e        | -90 kg         |
| 2015 | Grand Prix                                 | Jeju                | 2e        | -90 kg         |
| 2015 | Wereldbeker                                | Minsk               | 1ste      | -90 kg         |
| 2015 | Franse Universitaire Kampioenschappen      | Amiens              | 1ste      | -90 kg         |
| 2015 | Europa Cup                                 | Orenbourg           | 1ste      | -90 kg         |
| 2015 | Europa Cup                                 | Sarajevo            | 1ste      | -90 kg         |
| 2015 | Franse Kampioenschappen                    | Toulouse            | 1ste      | Per team       |
| 2014 | Franse Kampioenschappen                    | Villebon-sur-Yvette | 2e        | -90 kg         |
| 2014 | Wereldbeker                                | Casablanca          | 1ste      | -90 kg         |
| 2013 | Mediterrane Spelen                         | Mersin              | 3e        | -90 kg         |
| 2012 | Franse Kampioenschappen                    | Parijs              | 3e        | -90 kg         |
| 2011 | Wereldkampioenschappen                     | Parijs              | 1ste      | -81 kg         |
| 2011 | Franse Kampioenschappen                    | Liévin              | 3e        | -81 kg         |
| 2011 | Wereldbeker                                | Liverpool           | 1ste      | -81 kg         |
| 2010 | Franse Kampioenschappen                    | Parijs              | 3e        | -81 kg         |
| 2010 | Masters                                    | Suwon               | 2e        | -81 kg         |
| 2009 | Franse Kampioenschappen                    | Parijs              | 3e        | -81 kg         |
| 2009 | Grandslamtoernooi                          | Parijs              | 3e        | -81 kg         |
| 2008 | Europa Cup                                 | Luzern              | 3e        | -81 kg         |
| 2008 | Europese Kampioenschappen -23 jaar         | Zagreb              | 3e        | -81 kg         |
| 2008 | Franse Universitaire Kampioenschappen      | Orléans             | 1ste      | -81 kg         |
| 2007 | Europese Kampioenschappen -23 jaar         | Salzbourg           | 3e        | -81 kg         |
| 2006 | Franse UNSS-kampioenschappen voor junioren | Saint-Domingue      | 3e        | -81 kg         |
| 2006 | Franse UNSS-kampioenschappen voor junioren | Parijs              | 1ste      | -81 kg         |
| 2006 | Franse UNSS-kampioenschappen voor junioren | Montpellier         | 1ste      | -81 kg         |
| 2005 | Franse UNSS-kampioenschappen voor junioren | Parijs              | 2e        | -81 kg         |

2020: Clarisse Agbegnenou & Amandine Buchard & Sarah-Léonie Cysique & Romane Dicko & Madeleine Malonga & Margaux Pinot & Guillaume Chaine & Axel Clerget & Alexandre Iddir & Kilian Le Blouch & Teddy Riner · 
2024: Shirine Boukli & Joan-Benjamin Gaba & Amandine Buchard & Walide Khyar & Sarah-Léonie Cysique & Luka Mkheidze & Clarisse Agbegnenou & Alpha Oumar Djalo & Marie-Ève Gahié & Maxime-Gaël Ngayap Hambou & Romane Dicko & Aurelien Diesse & Madeleine Malonga & Teddy Riner